# Rhadinaea hesperia
Rhadinaea hesperia — вид змій родини полозових (Colubridae). Ендемік Мексики.

## Поширення і екологія
Rhadinaea hesperia мешкають на заході Мексики, від Сіналоа на південь до Герреро, Морелоса і Пуебли, в горах Західної Сьєрра-Мадре, Трансмексиканського вулканічного пояса, Південної Сьєрра-Мадре і Сьєрра-де-Коалкоман. Вони живуть у первинних і вторинних сосново-дубових і дубових лісах, широколистяних тропічних лісах та на мескітових луках, трапляються на полях. Зустрічаються на висоті від 884 до 2200 м над рівнем моря. Ведуть наземний спосіб життя, відкладають яйця.